# Chá de lótus
O chá de lótus é uma infusão feita de folhas de lótus, flores, raízes, frutas, sementes ou embriões. É conhecido como liánchá (莲茶, 蓮茶) em chinês e yeoncha (연차, 蓮茶) em coreano.

## Chá de folhas de lótus
O chá das folhas de lótus, chamado yeonnip-cha (연잎차) em coreano, é uma bebida feita de folhas jovens de lótus. As folhas geralmente são tratadas termicamente (cozidas a vapor ou assadas) antes de serem secas. Às vezes, folhas frescas também são infundidas como chá. Normalmente, seis a doze gramas de folhas secas ou quinze a vinte gramas de folhas frescas são cozidas em fogo brando em seiscentos milímetros de água para produzir duas a três xícaras de chá.

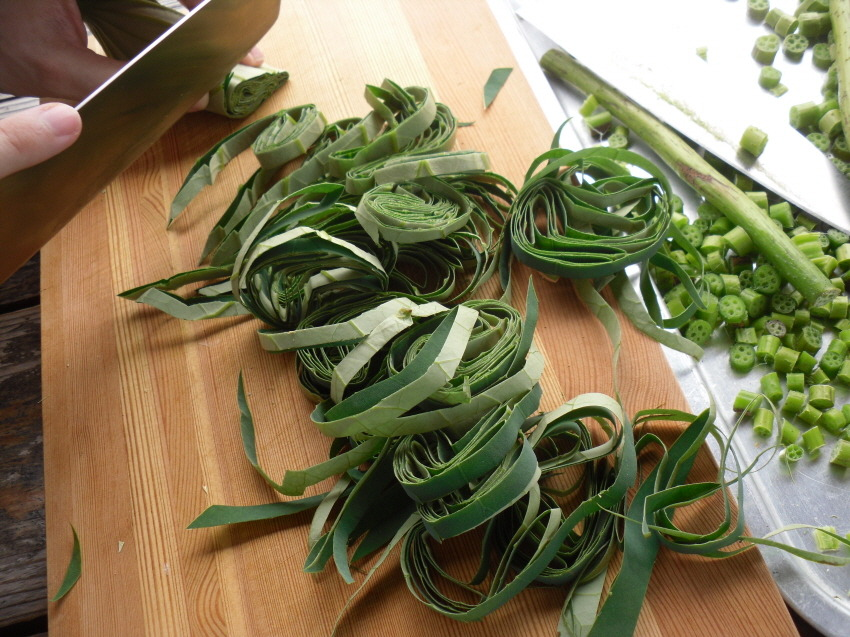
Corte das folhas de lótus.
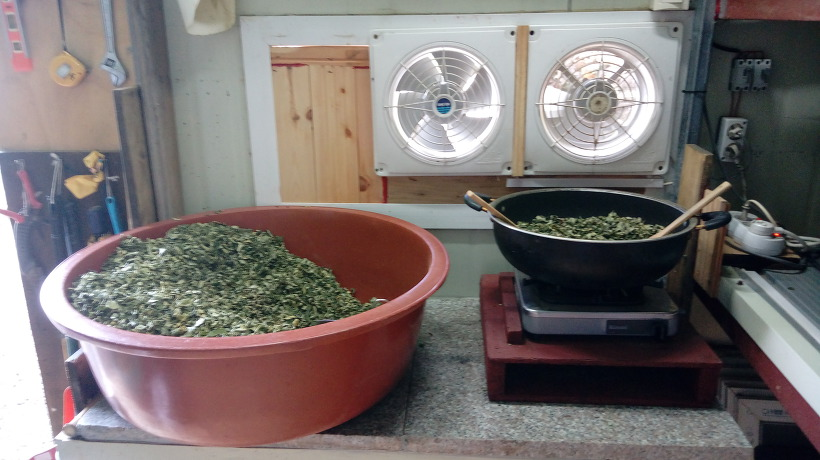
Folhas de lótus sendo assadas.
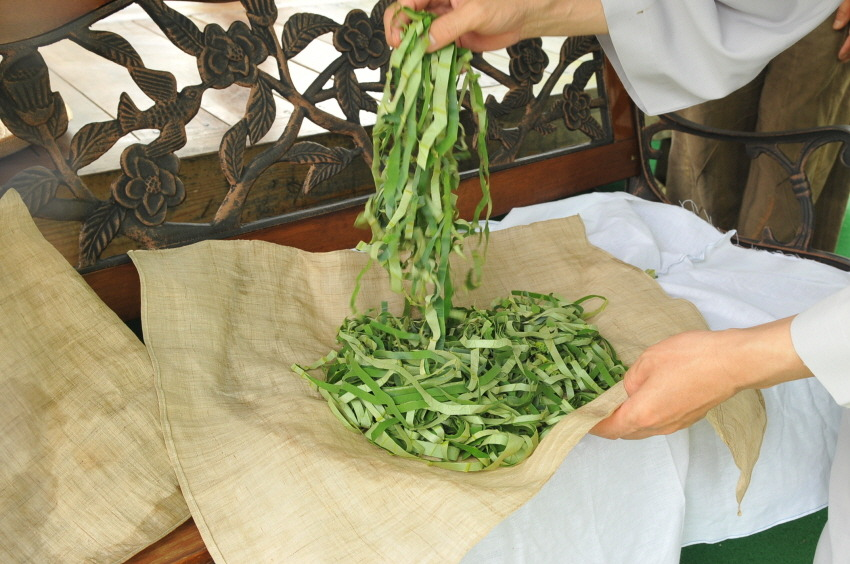
Folhas de lótus no vapor.
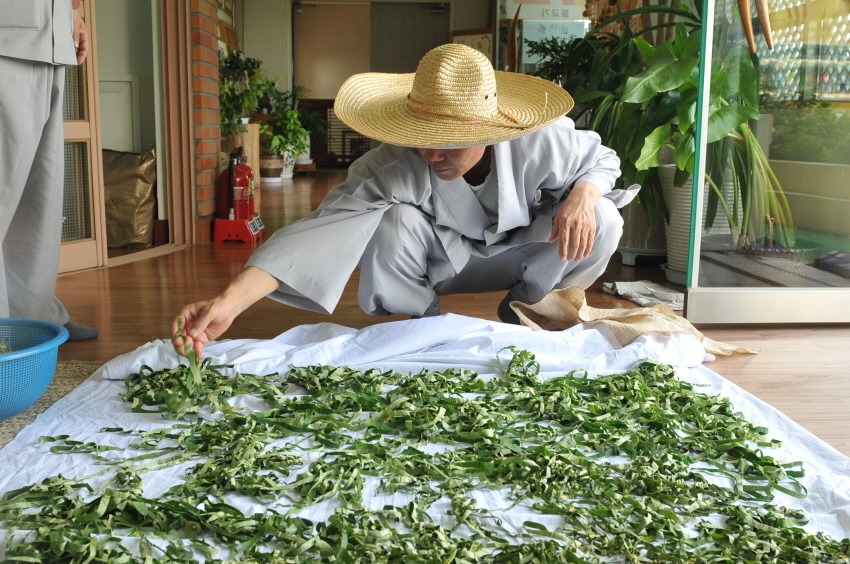
Secagem de folhas de lótus no vapor.
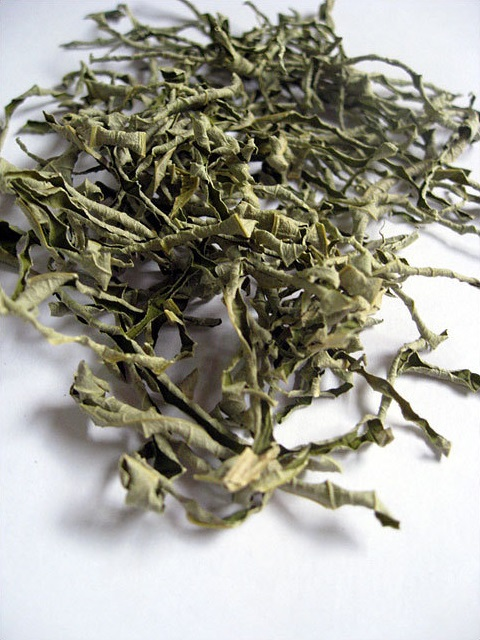
Folhas secas de lótus no vapor.
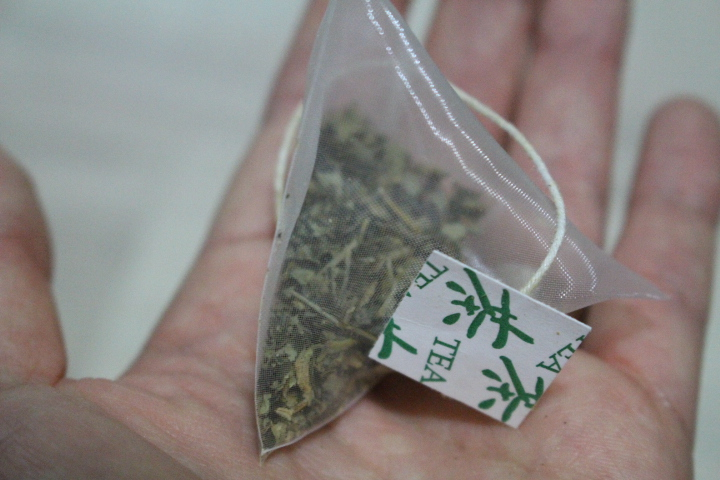
Um saquinho de chá de folhas de lótus.
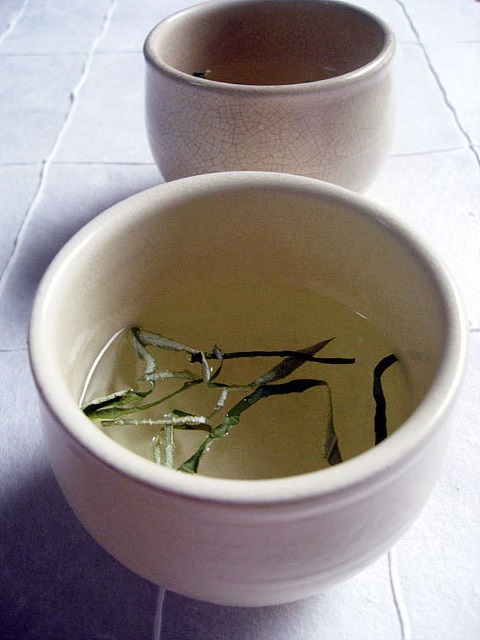
Chá de folhas de lótus;

## Chá da flores de lótus
O chá da flor de lótus, chamado yeonkkot-cha (연꽃 차) ou yeonhwa-cha (연화차, 蓮花) em coreano, é uma bebida feita de flor de lótus. Muitas vezes, uma flor inteira fresca é usada para fazer o chá. Na culinária dos templos coreanos, esse tipo de chá com flores de lótus simboliza o florescimento da iluminação budista. De outra forma, quatro a oito gramas de pétalas secas podem ser cozidas em fogo brando em seiscentos milímetros de água para fazer duas a três xícaras.

Preparação do chá de flores de lótus.
Abertura de flor de lótus.
Chá da flor de lótus (totalmente aberto).

## Chá de frutas de lótus
O chá de fruta de lótus, chamado yeonbang-cha (연방차, 蓮房茶) em coreano, é uma bebida feita com a infusão de frutas secas de lótus.

## Chá de sementes de lótus
O chá de semente de lótus, chamado yeonbap-cha (연밥차), yeonssi-cha (연씨차) ou yeonja-cha (연자차, 蓮子茶) em coreano, é uma bebida produzida por infusão de sementes de lótus, que são cozidas no vapor e secas. Para duas a três xícaras de chá são necessárias cinco a dez gramas de sementes de lótus, que são cozidas em fogo brando em seiscentos milímetros de água.

## Chá de embrião de lótus
O chá de embrião de lótus, chamado liánxīn-chá (莲芯茶, 蓮芯茶) ou liánzixīn-chá (莲子芯茶, 蓮子芯茶) em chinês e trà tim sen em vietnamita, é uma infusão feita a partir de embriões de lótus.

## Chá de raízes de lótus
O chá da raiz de lótus, chamado yeongeun-cha (연근 차, 蓮 根 茶, [jʌn.ɡɯn.tɕʰa]) em coreano, é uma bebida feita através da infusão de fatias de raiz de lótus secas (rizoma) ou misturando pó de raiz de lótus em água quente. O pó da raiz de lótus para o chá pode ser feito secando o suco da raiz ou moendo fatias de raiz secas.

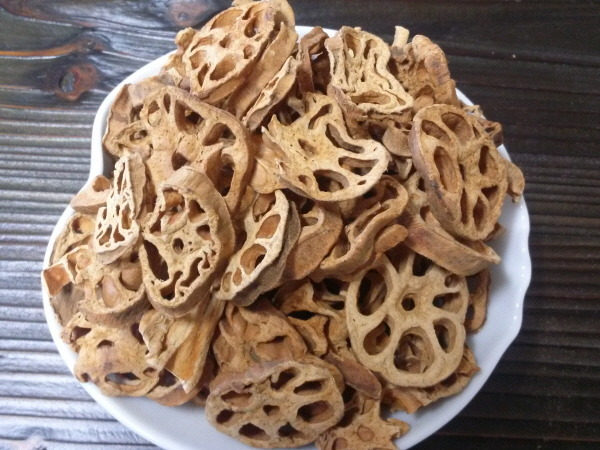
Fatias de raiz de lótus secas.
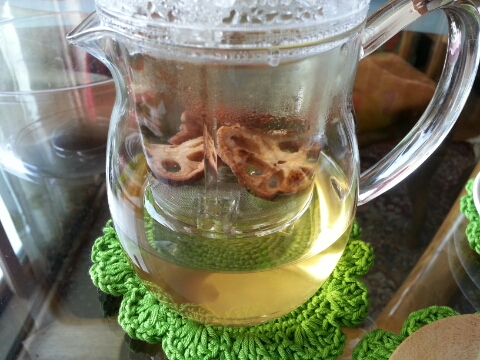
Fatias de raiz de lótus secas sendo infundidas.
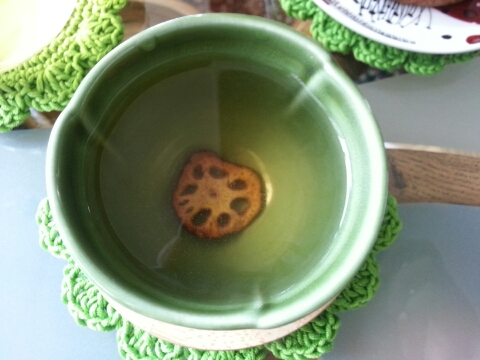
Chá de raiz de lótus.